# Linh Ẩn tự
Chùa Linh Ẩn (giản thể: 灵隐寺; phồn thể: 靈隐寺; bính âm: Língyǐn Sì; nghĩa đen 'nơi ẩn náu của tâm linh') là một ngôi chùa Phật giáo của Thiền tông nằm ở phía bắc-tây của Hàng Châu, tỉnh Chiết Giang, Trung Quốc. Đây là một trong những ngôi chùa Phật giáo lớn nhất và giàu có nhất Trung Quốc, và có chứa nhiều chùa chiền và hang động có tượng Phật.
Tu viện này là lớn nhất so với các đền ở dãy núi Vũ Lâm Sơn (tiếng Trung: 武林山; bính âm: Wǔlínshān), cũng có một số lượng lớn các hang động và tượng đá chạm khắc, nổi tiếng nhất trong số đó là hang Phi Lai phong (飞来峰; chữ "phong" ở đây có nghĩa là đỉnh núi).

## Lịch sử

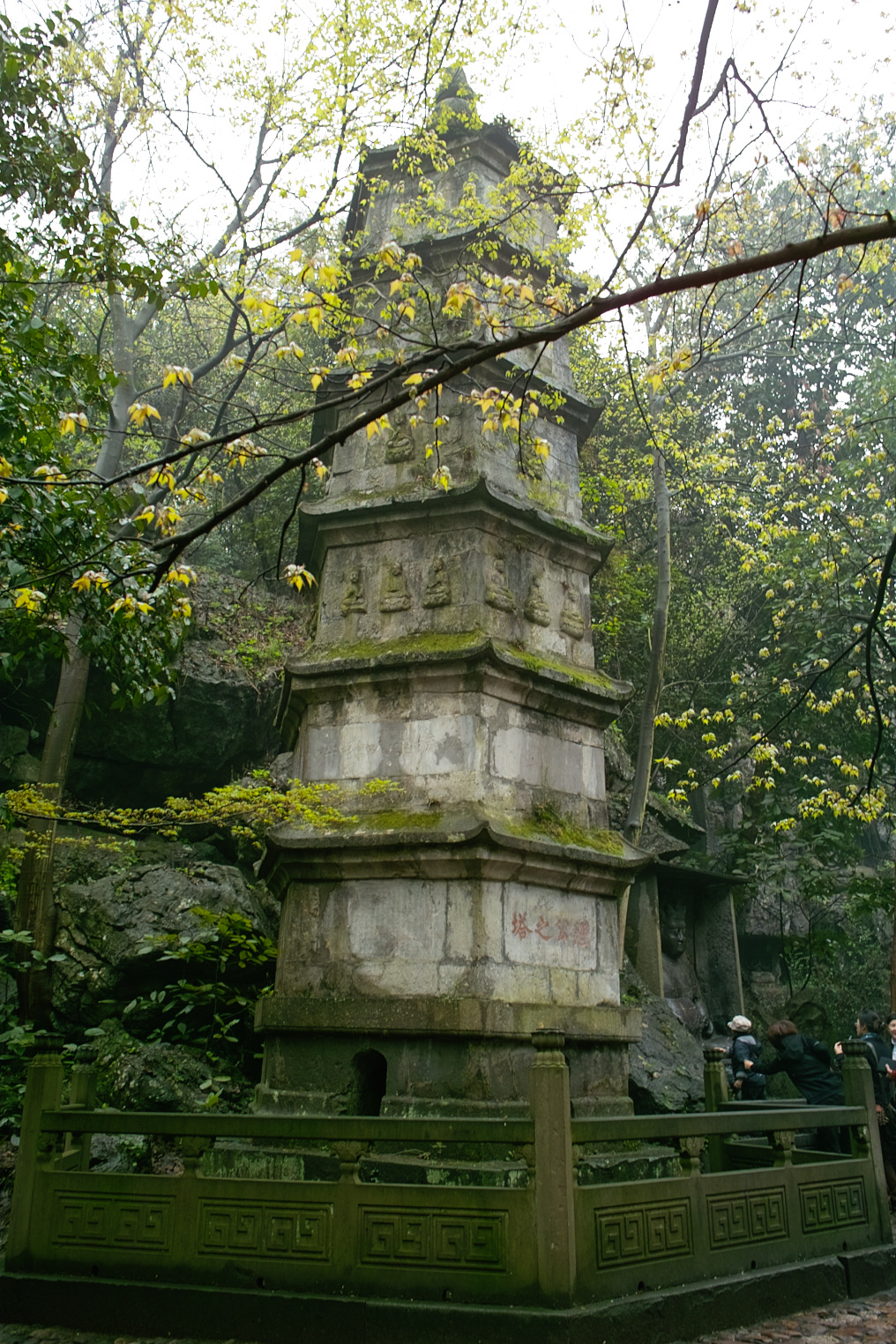
Bảo tháp dưới chân Phi Lai Phong có chứa tro của nhà sư trụ trì Huệ Lý

Theo truyền thuyết, tu viện được thành lập năm 328 trong triều đại Đông Tấn bởi nhà sư Huệ Lý (慧理, Hui Li), người đến từ Ấn Độ. Từ khi thành lập, Linh Ẩn tự là một tu viện nổi tiếng ở vùng Giang Nam. Vào thời đỉnh cao trong thời Vương quốc Ngô Việt (907-978), tu viện cao 9 tầng, có 8 đình, 72 hội trường, hơn 1.300 phòng ký túc xá, nơi sinh sống của hơn 3.000 nhà sư. Một số các hình khắc Phật giáo phong phú trong hang động Phi Lai phong và các ngọn núi xung quanh cũng có niên đại từ thời kỳ này. Tương truyền, Tế Điên Hòa Thượng cũng có trong số những người đã tu hành tại đây.
Sau triều đại Nam Tống, tu viện được coi là một trong mười ngôi đền quan trọng nhất của Thiền tông ở vùng Giang Nam. Tuy nhiên, sự nổi bật của chùa đã không giúp được chùa thoát được những kẻ cướp. Chùa đã được xây dựng lại không dưới 16 lần kể từ đó. Các tòa nhà hiện nay là phục dựng hiện đại từ thời nhà Thanh muộn. Trong cuộc Cách mạng Văn hóa, chùa và các cơ sở phải chịu một số thiệt hại dưới bàn tay của Hồng vệ binh. Tuy nhiên, chùa đã thoát được sự hủy diệt quy mô lớn, một phần vì sự bảo vệ của Thủ tướng Chu Ân Lai.
Hiện nay ngôi chùa này được phát triển mạnh như một điểm tham quan cho cả người hành hương và khách du lịch. Chùa được xem là một trong những tu viện giàu có nhất ở Trung Quốc, và nhiều người đến hành hương thường xuyên, bao gồm cả cựu lãnh đạo Đặng Tiểu Bình.

## Cảnh quan
Tu viện nằm trong một thung lũng dài và hẹp ở chân núi Phi Lai Phong cao 168m, khoảng bốn cây số về phía tây của Tây Hồ, cách về phía đông của tu viện khoảng 10 km đường chim bay là đô thị Hàng Châu với 6 triệu cư dân.

## Phi Lai Phong
Các tượng khắc trong hang động Phi Lai Phong (tiếng Trung: 飞来峰) là tác phẩm điêu khắc Phật giáo từ thời Ngũ Đại Thập Quốc (thế kỷ 10) đến nhà Minh, chủ yếu là trong giai đoạn Nhà Nguyên dưới sự cai trị của Mông Cổ (thế kỷ 13-14).
Từ năm 1982, các tác phẩm điêu khắc núi Phi Lai Phong nằm trong danh sách các di tích của Cộng hòa Nhân dân Trung Hoa (2-15).

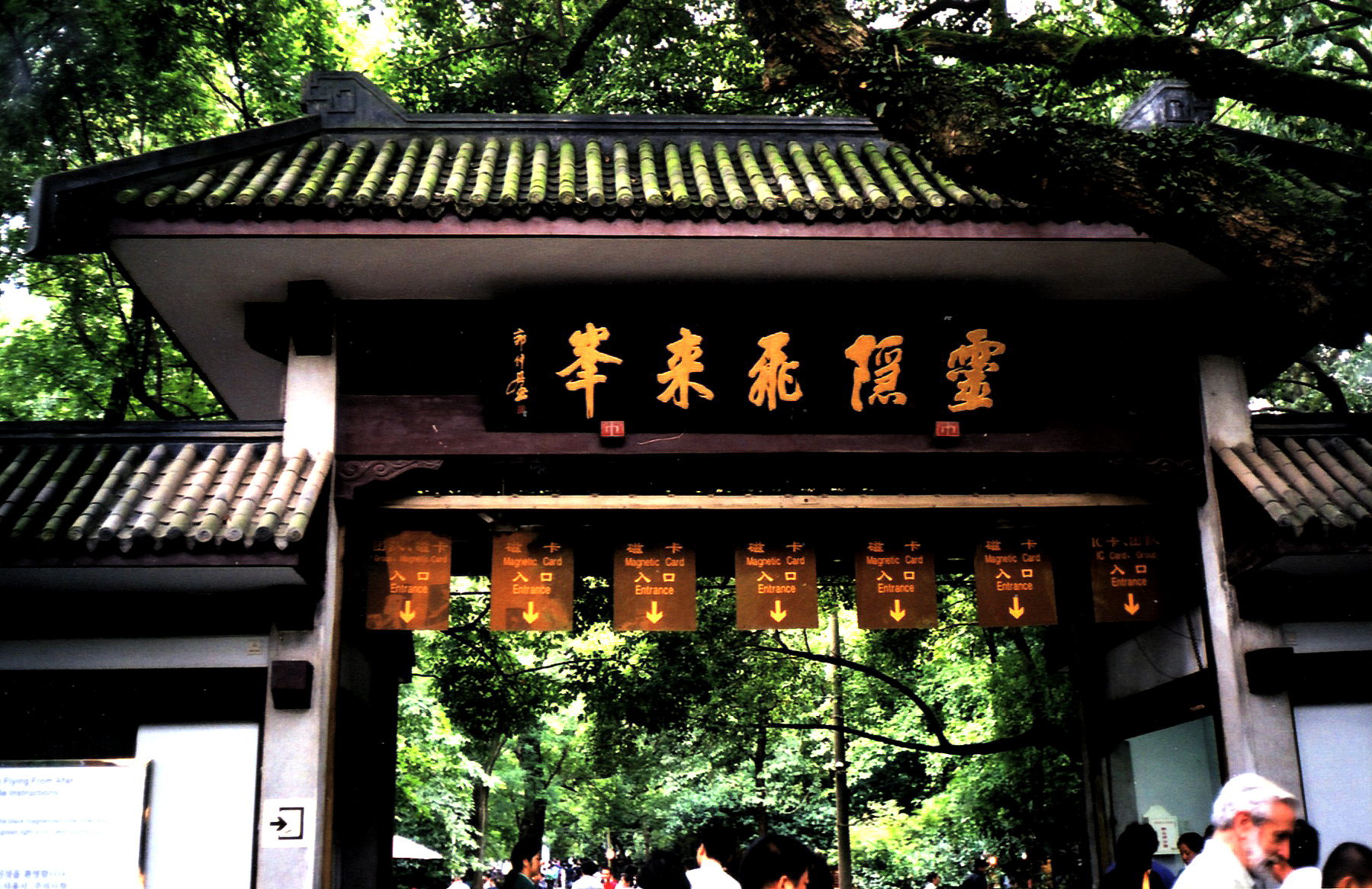
Cổng vào
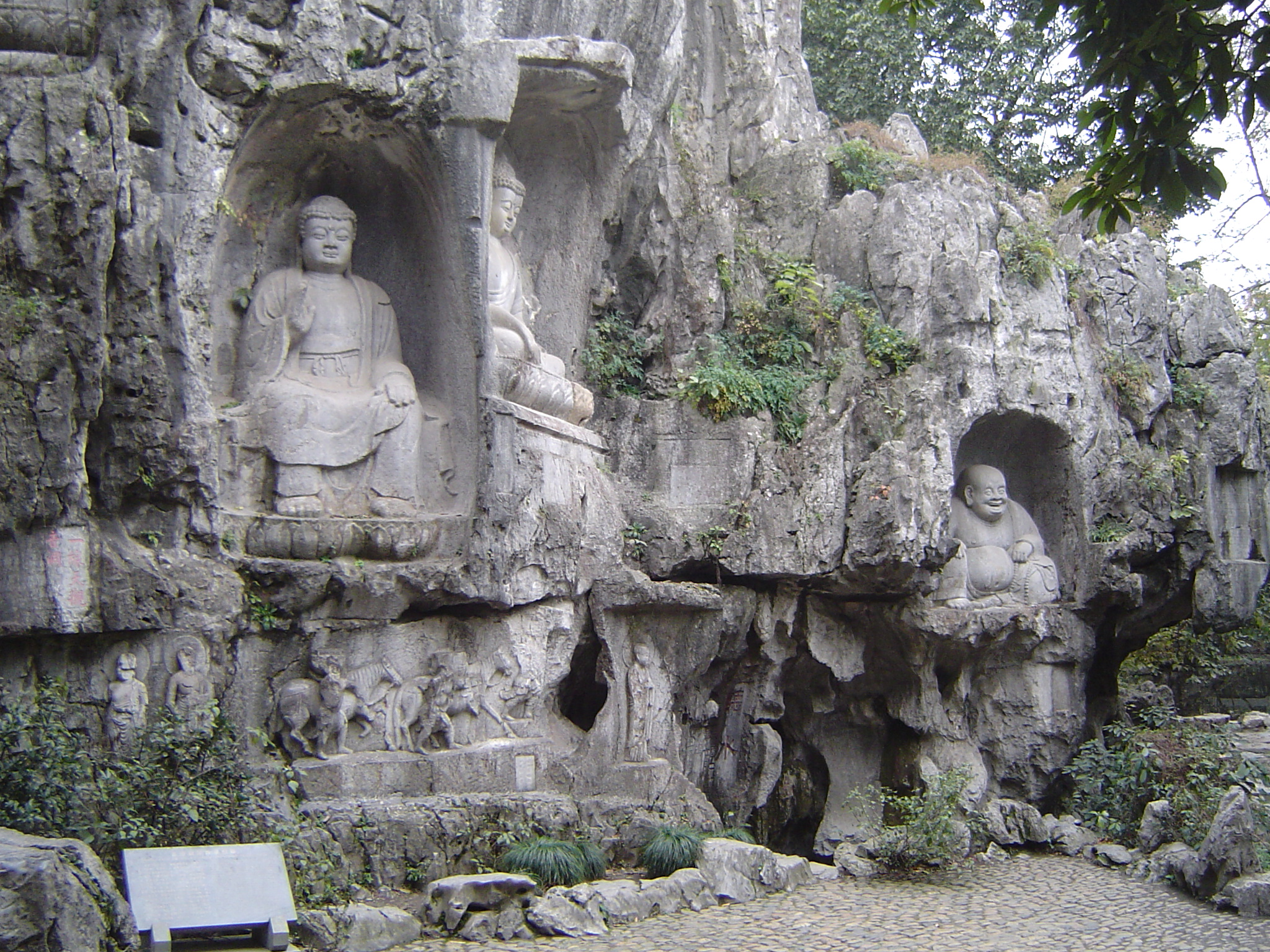
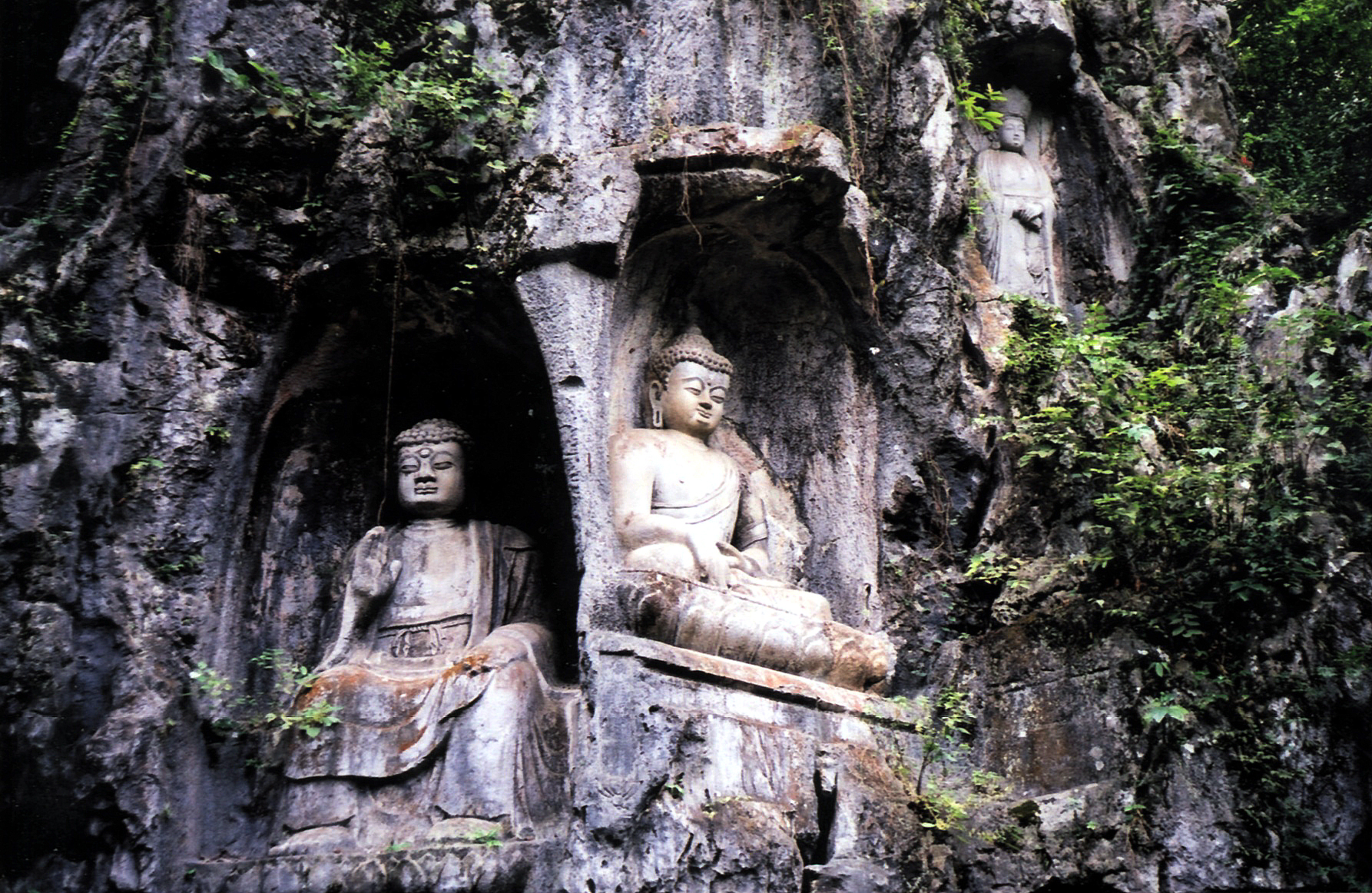
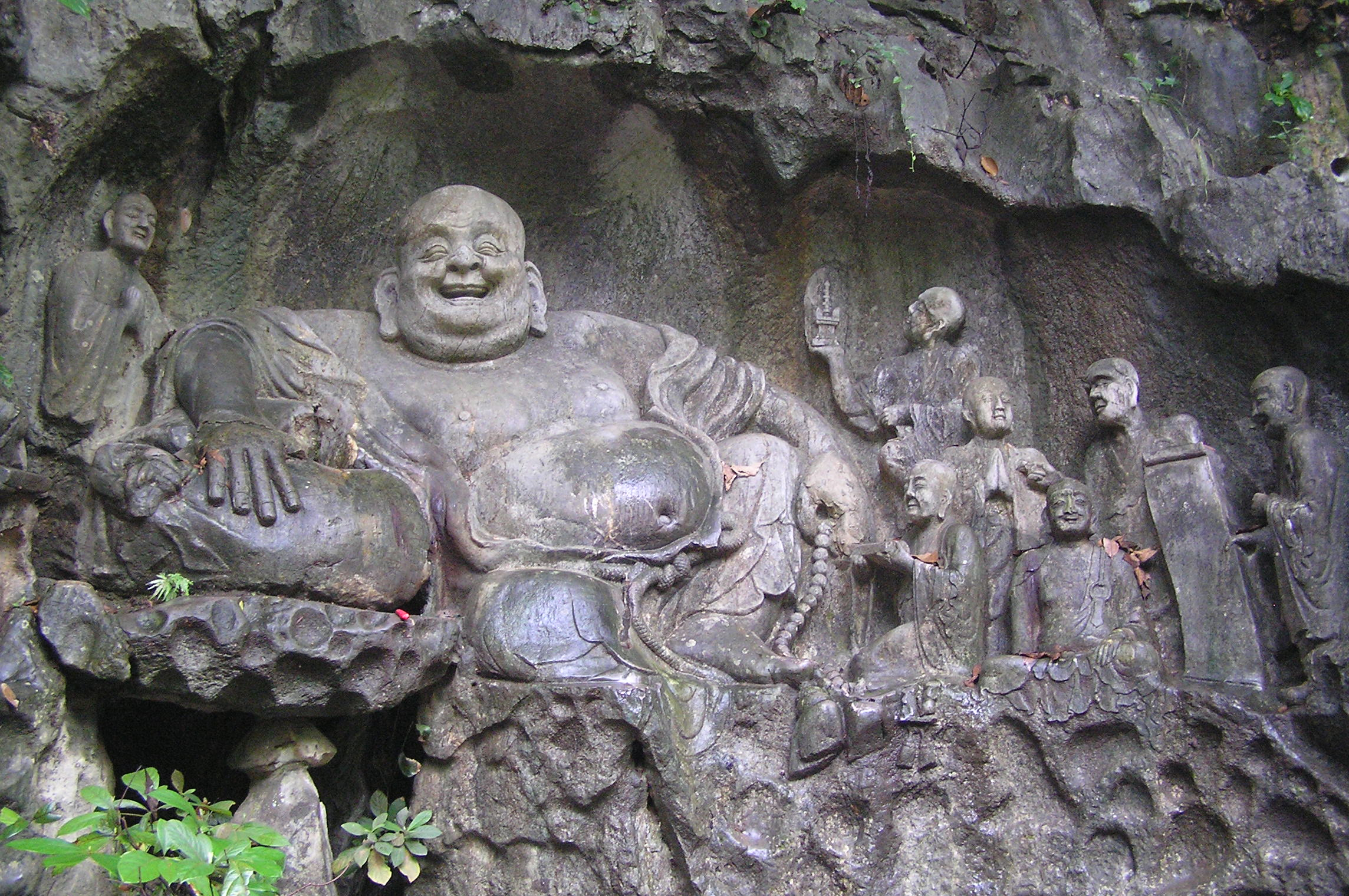
Phật Di Lặc